# BioShock Infinite
BioShock Infinite è un videogioco sparatutto in prima persona, terzo capitolo della serie BioShock. In precedenza conosciuto come Project Icarus, è stato sviluppato da Irrational Games e pubblicato il 26 marzo 2013 per Microsoft Windows, PlayStation 3, Xbox 360 ed alcuni mesi più tardi per macOS. Nel marzo del 2015 è stato reso disponibile per Linux. Il 16 settembre 2016 è uscita la remastered Bioshock: The Collection, con modelli poligonali, sistema di illuminazione migliorato e texture in alta risoluzione, contenente i 3 capitoli della saga e tutti i relativi DLC, per PlayStation 4, Xbox One e Steam. Il 29 maggio 2020 arriva la versione per Nintendo Switch.
BioShock Infinite è una sorta di prequel ed eredita dai precedenti capitoli caratteristiche simili per quanto riguarda il gameplay. Il giocatore controlla un ex‑agente dell'agenzia investigativa Pinkerton, Booker DeWitt, impegnato nel salvataggio di una ragazza intrappolata nella città fluttuante di Columbia nel 1912.

## Trama
(Tagline di BioShock Infinite.)
Nel 1912, Booker DeWitt un investigatore privato alcolista e giocatore d'azzardo, viene portato dai misteriosi gemelli Lutece su un faro in un'isola al largo della costa del Maine con il compito di trovare una ragazza di nome Elizabeth e consegnarla a New York. Seguendo le loro istruzioni, DeWitt entra nella struttura che ospita un silo di razzi che lo trasporta nella città volante di Columbia.
La presenza di Booker a Columbia passa inosservata fino a quando un poliziotto non nota le lettere "AD" marchiate sulla sua mano. Questo è il segno che identifica il "falso pastore" che secondo il capo e profeta della città, Zachary Comstock, avrebbe "sviato l'agnello (Elizabeth)" e avrebbe portato alla caduta di Columbia. Booker, ora ricercato, si fa strada fino a Monument Island, dove trova Elizabeth rinchiusa in una torre. Qui scopre l'abilità di Elizabeth aprire degli "squarci" nel continuum spazio-temporale che portano a dei mondi paralleli. Dopo aver liberato Elizabeth, il suo custode, il Songbird, un enorme uccello metallico, attacca e distrugge la torre nella quale era tenuta prigioniera Elizabeth. Booker ed Elizabeth riescono a sfuggire al Songbird e a salvarsi la vita. Insieme raggiungono l'aeroporto progettando di prendere un dirigibile e andare a Parigi, città che Elizabeth ha sempre voluto visitare, ma quando Booker si dirige a New York con l'intenzione di consegnare Elizabeth lei lo colpisce con un attrezzo e fugge. Quando Booker si sveglia trova il dirigibile sotto il controllo di Daisy Fitzroy, leader della Vox Populi, un'organizzazione ribelle composta principalmente da persone della classe operaia, stranieri e persone di colore, che soffrono tutti in qualche modo per mano del governo e della società di Columbia. Fitzroy si offre di restituire il dirigibile a patto che Booker recuperi un carico di armi nel distretto industriale gestito da Jeremiah Fink.
Dopo aver ritrovato Elizabeth, i due si mettono alla ricerca del carico di armi, ma, quando trovano il cadavere dell'armaiolo che avrebbe dovuto consegnargliele ed è stato ucciso dagli uomini di Fink, i gemelli Lutece appaiono per suggerire di spostarsi in un universo dove l'armaiolo è vivo. Ma seguendo questo consiglio Booker ed Elizabeth si ritrovano in una realtà dove è in atto un violento conflitto armato tra gli uomini di Comstock e quelli di Vox populi, inoltre in questo universo Booker è stato ucciso e fatto passare come martire per la causa dei Vox populi. Daisy Fitzroy, vedendo Booker ancora in vita e convinta che questo possa diventare un problema per la rivoluzione, manda i suoi uomini contro di lui. Dopo aver ucciso Jeremiah Fink, Daisy Fitzroy tenta di uccidere il figlio piccolo di Jeremiah, ma le viene impedito da Elizabeth che la pugnala alla schiena con una forbice, uccidendola.
Rendendosi conto che non possono lasciare la Columbia senza fermare il Songbird, Booker ed Elizabeth cercano un modo per neutralizzarlo. Mentre continuano la loro ricerca, iniziano a svelare una cospirazione dietro la fondazione della città, attraverso degli squarci e lo spettro di Lady Comstock riportato in vita da Comstock. I gemelli Lutece si rivelano non due veri fratelli, ma due versioni della stessa persona provenienti da due realtà differenti. "Rosalind", è originaria di questa realtà mentre "Robert", deriva da un'altra. Comstock aveva preso Elizabeth dal suo sé alternativo nell'universo di Robert e l'aveva adottata come sua figlia, preparandola per essere il futuro leader della città. Questo poiché era stato reso sterile dall'uso del dispositivo per spostarsi tra le realtà mentre otteneva le sue "profezie". Comstock fece costruire ai Lutece il "Sifone" per controllare gli squarci, dopodiché complottò il loro omicidio, insieme a quello di sua moglie, per nascondere la verità sull'origine di Elizabeth, incolpando Daisy Fitzroy, a quel tempo sua domestica, della morte di Lady Comstock.
Tuttavia, durante il processo, Comstock ha inavvertitamente diffuso i Lutece in tutto il multiverso attraverso l'attentato alle loro vite, dando loro gli stessi poteri di Elizabeth.
Dopo aver raggiunto l'accesso alla Casa di Comstock, Elizabeth viene catturata da Songbird e portata via. Booker la insegue, ma viene trascinato nel futuro da un'anziana Elizabeth che ha subito decenni di torture e lavaggio del cervello in assenza di Booker; ha ereditato la causa di Comstock, dichiarando guerra al mondo sottostante. Rivela inoltre che Songbird avrebbe sempre fermato i tentativi di salvataggio di Booker in passato, e lo implora di impedire che questo futuro non si realizzi, offrendo i mezzi per controllare Songbird.
Booker torna nel presente e riesce a salvare Elizabeth, insieme inseguono Comstock raggiungendolo sul suo dirigibile. Una volta incontrato Comstock egli chiede a Booker di spiegare ad Elizabeth il suo passato e perché le manchi un dito. Ma quando Comstock afferra Elizabeth dal braccio e incolpa Booker per ciò che le è successo, lui si infuria e lo annega nel fonte battesimale. Booker nega di sapere cosa sia successo al dito di Elizabeth, ma lei afferma che lui lo sa ma non lo ricorda.
Booker decide di distruggere il Sifone in modo che Elizabeth possa accedere al suo pieno potere e scoprire la verità. Con Songbird sotto il loro controllo, la coppia respinge un attacco Vox Populi, prima di ordinare a Songbird di distruggere il Sifone. Quando il dispositivo utilizzato da Booker per controllare Songbird viene distrutto, tenta di attaccarlo. Ma Elizabeth apre uno squarcio, trasportando i tre nella città sottomarina di Rapture, Booker ed Elizabeth rimangono al sicuro all'interno di un edificio, ma Songbird, rimasto fuori, viene schiacciato dall'immensa pressione del fondale oceanico.
Qui Elizabeth porta Booker sulla superficie e sul faro di quella realtà, viaggiando attraverso la porta dell'edificio verso un luogo al di fuori dello spazio e del tempo contenente innumerevoli fari e versioni alternative di essi. Elizabeth spiega che si trovano all'interno di una delle infinite possibili realtà sia simili che drasticamente diverse a causa delle scelte che sono state fatte. Mostra a Booker la verità, che l'8 ottobre 1893 Robert Lutece gli si avvicinò per conto di Comstock, chiedendogli di "darci la ragazza e cancellare il debito", riferendosi alla figlia neonata di Booker, Anna DeWitt - l'origine del marchio "AD" di Booker. Booker accettò con riluttanza di vendere Anna per pagare i suoi debiti di gioco, ma quando cambiò idea, arrivò troppo tardi per impedire a Comstock di fuggire nell'universo di Rosalind attraverso uno squarcio, la cui chiusura ha reciso il dito della bambina. Comstock successivamente ha cresciuto Anna come Elizabeth, sua figlia. A causa del dito mozzato, Elizabeth esiste in due realtà contemporaneamente, il suo dito nella realtà di Robert e il resto del suo corpo in quella di Rosalind. Questo è ciò che dà a Elizabeth la capacità di aprire e creare squarci a piacimento. Tempo dopo Robert, sentendosi in colpa per le sue azioni, convinse Rosalind ad aiutarlo a portare Booker alla Columbia nella realtà di Rosalind per salvare Elizabeth. Da qui la barca a remi all'inizio del gioco. Elizabeth spiega che qualunque azione intraprenderà Booker contro Comstock, quest'ultimo rimarrà comunque in vita in almeno uno di questi universi. I Lutece hanno provato numerose volte ad arruolare un Booker da diversi universi per concludere il ciclo, ma il risultato è sempre lo stesso.
L'unico modo per interrompere il ciclo è impedire la creazione di Comstock stesso. Elizabeth porta Booker nel luogo in cui è andato per essere battezzato per essere purificato dai suoi peccati dopo le sue azioni nella battaglia di Wounded Knee. Booker si tirò indietro dal battesimo all'ultimo momento e in seguito generò sua figlia Anna nell'universo di Robert, mentre nell'universo di Rosalind venne battezzato, divenne Comstock e non ebbe figli a causa dell'esposizione alla tecnologia dei Lutece. Egli era consapevole della sua identità di Booker e ha progettato il rapimento di Anna in modo da avere un erede consanguineo per Columbia.
Booker ed Elizabeth, una volta giunti al luogo del battesimo vengono raggiunti da versioni alternative di Elizabeth provenienti dagli altri universi. Booker si lascia annegare da Elizabeth e dalle sue versioni alternative, impedendo che la sua scelta battesimale venga fatta e impedendo così a Comstock di esistere. Una dopo l'altra, le Elizabeth iniziano a scomparire.
Nella scena post-crediti, Booker si sveglia nel suo appartamento l'8 ottobre 1893. Apre la porta della stanza accanto, dove si trova una culla, prima che lo schermo diventi nero.

## Burial at Sea
Quest'avventura DLC, divisa in due parti, prende avvio dopo gli eventi del gioco originale, ma è "curiosamente" ambientata a Rapture. Il 25 marzo 2014 è stato pubblicato il secondo episodio concludendo di fatto la storia di Bioshock Infinite.

### Episodio 1
La storia comincia con un Booker Dewitt addormentato che ricorda il momento in cui Comstock stava cercando di portargli via la figlia. All'improvviso, una donna misteriosa entra nel suo ufficio e gli propone un lavoro: dato che lui è un investigatore privato, l'avrebbe dovuta aiutare a ritrovare una certa Sally. Booker è sorpreso dalla richiesta: quella bambina era la sua "figlia adottiva", un'orfana della guerra tra Andrew Ryan e Frank Fontaine a cui si era affezionato. La committente si rivela essere Elizabeth, ma lui non sembra riconoscerla e lei ha un atteggiamento molto freddo verso di lui (non lo chiama mai Booker, ma Mr. Dewitt, e anche quando lui stesso le chiederà di chiamarlo per nome lei rifiuta).
Usciti dall'ufficio, si scopre che i due si trovano a Rapture, durante il Capodanno del 1958. Sally era scomparsa mentre Booker era ubriaco e ormai lui la dava per morta. Elizabeth, invece, gli assicura che è viva e che Sander Cohen sa dove si trova. Dopo aver trovato una maschera ciascuno per entrare alla sua festa privata, i due sono costretti a danzare legati a due cavi elettrici, mentre l'artista li dipinge. Nel momento in cui Cohen si dimostra insoddisfatto della loro "performance", li fulmina e li fa svenire.
I due si risvegliano in una batisfera diretta al Fontaine's Department Store, un centro commerciale, 9.000 metri al di sotto di Rapture. Lì, Booker ed Elizabeth incontrano Sally, ma la bambina scappa all'interno di un cunicolo delle Sorelline. Decidono allora di chiudere tutti i cunicoli e di alzare la temperatura dell'impianto di riscaldamento per costringerla ad uscire fuori. Lungo la strada, Booker trova uno Skyhook, ed Elizabeth parla di "costanti e variabili", fino a che non apre uno squarcio, dimostrando di essere l'Elizabeth del gioco originale, quella con tutti i poteri. Inoltre, farà delle strane domande a Booker riguardo alla sua vita a Rapture. Quest'ultimo, infine, ha spesso degli strani flash, seguiti dal naso che sanguina.
Alla fine, trovano Sally, la quale si rivela essere una Sorellina. Di conseguenza, il suo Big Daddy interviene e Booker è costretto ad abbatterlo. Una volta sconfitto, tenta di portare via Sally dal cunicolo in fiamme, ma Elizabeth lo ostacola dicendo che lei non era sua.
In quel momento, si sovrappongono le immagini del momento in cui Comstock sta portando via Anna, solo che stavolta Elizabeth è li con lui, mentre cerca di fermarlo e alla fine la neonata viene decapitata. Booker ricorda tutto: lui è Comstock. Dopo quella tragedia, aveva chiesto ai Lutece di poter fuggire in un mondo dove dimenticare la sua colpa. Attraversando il portale per Rapture aveva "imbastito la sua storia" ed aveva ripreso il suo nome originale, cioè Booker DeWitt. Quando aveva incontrato Sally aveva istintivamente cercato di ripetere quello che aveva fatto con Anna. Elizabeth era quindi venuta a Rapture per punirlo personalmente del male fattole.
In quel momento, appariranno i Lutece davanti ai due, sottolineando come Comstock sia sempre fuggito dalle sue colpe, o abbia sempre dato la colpa agli altri, senza mai riconoscere le proprie responsabilità, o come abbia sempre cercato la perfezione, copiando la vita degli altri: prima rubando le imprese dell'amico Cornelius Slate, poi credendosi Dio sceso sulla Terra, e infine, copiando la vita della sua versione investigativa. Comstock tenta di scusarsi, ma Elizabeth è ancora furiosa con lui, sapendo fin troppo bene che se potesse, fuggirebbe o dimenticherebbe ancora, obbedendo ciecamente alla sua vigliaccheria. Intanto, il Big Daddy precedentemente sconfitto lo trapassa con la trivella, uccidendolo.

### Episodio 2
Dopo gli eventi dell'episodio 1, Elizabeth si risveglia in una Parigi ideale, in cui tutti sono allegri ed amichevoli. Nel suo girovagare come in una fiaba, incontra Sally ancora "umana". La bambina corre via, inseguendo un palloncino rosso. Elizabeth la segue, ma nel frattempo la città degrada e il tempo diventa tempestoso. Ora sembra di essere in una città fantasma ed oscura. Aperta una porta, vi trova un sacco di Sally ormai Sorelline che bruciano vive in un cunicolo. La scena si oscura ed Elizabeth si mostra dispiaciuta per averla abbandonata a Rapture.
Ovviamente questo era solo un incubo, ma, una volta sveglia, la ragazza si ritrova ancora a Rapture senza conoscerne il motivo. Benché le altre Elizabeth siano infine svanite, lei curiosamente è ancora "viva" anche se, tuttavia, come si renderà presto conto, ha perso i suoi poteri quantici e le sue conoscenze, diventando una ragazza normale. Qui vede il cadavere vecchio e senza vita di Comstock, e fa la conoscenza di Atlas e dei suoi uomini. Atlas vuole ucciderla e portare via Sally perché Sorellina, ma improvvisamente Elizabeth vede Booker seduto su una sedia con una chitarra in mano che le suggerisce di dire ad Atlas di essere l'assistente del Dottor Yi Suchong e di poterlo aiutare a tornare a Rapture. Atlas decide così di risparmiarla. Una volta in piedi, la ragazza si accorge che Booker non è altro che il suo subconscio che cerca di guidarla, vista la sua perdita di memoria.
Esplorando la sala, Elizabeth fa una macabra scoperta: trova il suo cadavere impalato. In questo istante, capisce tutto: dopo la morte di Comstock, lei era stata uccisa dallo stesso Big Daddy. Questo l'ha fatta collassare in un'unica forma debole e mortale (ha nuovamente il dito mignolo). Elizabeth presume infine che la voce di Booker dentro di lei sia un frammento rimasto della vecchia sé stessa. E capisce di essere a Rapture per salvare Sally, alla quale si era affezionata, visto che le ricordava sé stessa, così lei chiese ai Lutece di riportarla in quel luogo, ammettendo come Comstock avesse fatto l'unica cosa buona, cercando almeno di salvare la bambina. I Lutece tuttavia l'avvertirono che avrebbe potuto perdere i propri poteri e ritornare una ragazza normale, giungendo a Rapture, ma Elizabeth per il bene di Sally decise comunque di farlo. Tuttavia, ora non può più vedere "attraverso le porte" o aprire squarci. Il Booker nella sua testa la rassicura dicendole che "lei aveva visto tutte le porte ed era venuta lì sapendo cosa doveva fare". Quindi, la guida al ristorante Silver Fin, luogo dove dovrebbe nascondersi Suchong. Lungo la strada, la ragazza ha dei flash di episodi di vita mai avvenuti ed è costretta ad affrontare i ricombinanti usando un approccio stealth. Tramite una piantina del Fontaine's Department Store trova il laboratorio segreto di Suchong e al suo interno una macchina per aprire squarci.
Il piano è utilizzarla per andare a Columbia e recuperare le "particelle quantiche", che tengono la città sospesa, per usarle nella struttura e riportarla al livello di Rapture.
Dopo aver riparato il marchingegno decifrando messaggi in codice, Elizabeth attraversa lo squarcio e si ritrova sul First Lady durante la rivolta dei Vox Populi. Recuperate le particelle, viene costretta da Suchong a cercare il laboratorio segreto di Jeremiah Fink e recuperare un campione di capelli. Lungo il tragitto, scopre che Daisy Fitzroy aveva minacciato di uccidere il figlio di Fink sotto ordine dei Lutece, i quali volevano far maturare Elizabeth per dare il via agli eventi conclusivi del gioco principale.
Trovato il laboratorio segreto, la ragazza si rende conto che Songbird era nato studiando i Big Daddy di Rapture e che anche i Vigor, in realtà, erano stati sviluppati da Fink con l'Adam inviatogli da Suchong. Entrambi cercavano un modo per far legare guardiano e bambina ed allora Elizabeth ricorda che il suo collegamento con Songbird si era instaurato nel momento in cui gli aveva "salvato la vita" reinserendo il suo respiratore.
Ottenuti i capelli, la ragazza torna a Rapture e li consegna tramite pneumoposta al dottore (i capelli sono i suoi). Poco dopo, appare un video su uno schermo e la voce di Andrew Ryan che le offre la possibilità di allearsi con lui, visto che Atlas l'avrebbe tradita alla fine. Elizabeth rifiuta, poiché questo non avrebbe garantito la libertà a Sally e affronta gli uomini di Ryan. Sconfitti questi ultimi, la ragazza si dirige all'ufficio di Fontaine e vi applica le particelle e, subito dopo, la struttura inizia a risalire. A quel punto, Elizabeth viene catturata dagli uomini di Atlas che la torturano per farsi dire dove Suchong nascondesse l'Asso nella Manica, una cosa che avrebbe dovuto conoscere, essendo la sua assistente. Lei non risponde, perché non lo sa. Durante lo stato d'incoscienza, Elizabeth si vede davanti a uno specchio, prima nell'aspetto iniziale, poi in quello con i capelli corti ed infine con l'aspetto attuale (una donna di classe degli anni 60). Lo specchio va in frantumi. Risvegliatasi due settimane dopo, durante la guerra tra Atlas e Ryan, ella viene minacciata di lobotomia se non rivela le informazioni richieste. Elizabeth spinge Atlas a farlo, così almeno avrebbe dimenticato tutta quella storia. Allora, Atlas porta lì Sally e minaccia di lobotomizzare lei. Elizabeth ha una nuova visione in cui Booker le mostra il luogo in cui si trova l'Asso nella Manica: il Laboratorio di Suchong. Si offre così volontaria per recuperarlo, a patto che lei e Sally fossero state liberate.
Giunta al laboratorio, vi trova un Big Daddy in fin di vita che le blocca la strada. Nel tentativo di spostarlo, scopre come creare un collegamento stabile con le Sorelline. Queste ultime, infatti, gli donano un po' di Adam e lui si riprende e le abbraccia, considerandole importanti per lui.
Arrivata al laboratorio, osserva il Big Daddy di prima uccidere Suchong, impalandolo con la trivella sulla sua scrivania (la stessa posizione in cui lo si ritrova in BioShock), perché stava "maltrattando" la sua Sorellina. Elizabeth prende un foglio di carta e torna da Atlas. Prima, però, Ryan tenta di convincerla a lasciar perdere. Atlas la colpisce violentemente con una chiave inglese. In quel momento, Elizabeth si ritrova davanti allo specchio della precedente visione. La si vede a bordo di un aereo, lo stesso aereo sabotato da Jack Ryan (il protagonista del primo Bioshock). Atlas, nel mentre, vuole farsi dire cosa c'è scritto sul foglio poiché è in codice e lei gli rivela che c'è scritto Per cortesia.
A questo punto, Atlas dice ai suoi uomini di "mettere il ragazzo sull'aereo e farlo precipitare, per poi usarlo nella guerra contro Ryan" e dà il colpo di grazia ad Elizabeth.
Nei suoi ultimi istanti, capisce che i flash che aveva erano visioni del futuro di Jack e che lei aveva fatto tutto ciò perché sapeva che Jack, salvando le Sorelline, avrebbe salvato anche Sally. Nel mentre, la bambina le tiene la mano cantando La Vie en Rose. Elizabeth muore, sapendo di essere riuscita a mettere in moto gli eventi del primo BioShock e di aver estinto il proprio debito.

## Personaggi principali
BioShock Infinite vanta una storia articolata con diversi personaggi:
Booker DeWittÈ il protagonista del gioco che verrà utilizzato dal giocatore. È un ex agente della Pinkerton, caduto in disgrazia a causa dei suoi metodi troppo estremi sul lavoro. Booker è stato anche combattente nelle ultime guerre indiane: veterano dell'U.S. Cavarly, combatté al massacro di Wounded Knee. Dopo il suo congedo, è diventato un investigatore privato.
La voce italiana è di Paolo De Santis.
ElizabethSoprannominata anche l'Agnello di Columbia, è la ragazza che Booker deve riportare a New York. Elizabeth è prigioniera a Columbia sin dall'infanzia. Del mondo conosce solo le proprie stanze di Monument Island e il suo carceriere, il mostruoso Songbird, la creatura che tutti temono a Columbia. Il suo vero nome è Anna DeWitt (figlia di Booker), ed è stata rapita da bambina dal profeta Comstock.
È doppiata in italiano da Loretta Di Pisa.
Zachary Hale ComstockÈ il leader dei Fondatori e guida religiosa di Columbia. Anch'egli afferma di essere stato presente a Wounded Knee, ed è considerato un eroe di quella battaglia, a tratti anche divinizzato, e vuole impedire che Booker porti via Elizabeth da Columbia.
La voce italiana è di Cesare Rasini.
Robert e Rosalind LuteceDue fratelli gemelli che portano Booker a Columbia. Robert è un fisico, Rosalind una fisica quantistica e hanno inventato il Campo di Lutece, che consente a Columbia di restare sospesa in cielo. In alcune registrazioni vengono descritte le loro personalità: la sorella sembra essere più intelligente rispetto al fratello e vede sempre in modo pragmatico e scientifico ogni cosa che la circonda; il fratello sembra essere, invece, quello più sentimentale e disapprova a volte le scelte della sorella, considerate troppo fredde e prive di sentimento. Compaiono e scompaiono misteriosamente come fantasmi, dopo aver dato alcuni indizi a Booker e ad Elizabeth per proseguire il viaggio. Andando avanti con la storia si scopre, infine, che essi provengono da due mondi differenti: Rosalind proviene dall'universo di Comstock, Robert dall'universo di Booker. Dopo che ebbero finito di perfezionare la macchina per i passaggi dimensionali, Comstock, bramoso di averla solo per sé, li chiuse nel passaggio quantico tra i due mondi. Ciò fece smarrire Robert e Rosalind nello spazio delle variabili, diventando una sorta di spettri. Essi divennero così due misteriose entità immortali, dotati di particolari poteri, capaci di muoversi per passaggi invisibili e sconosciuti, acquisendo conoscenze uniche e grandi segreti sull'universo. Nelle registrazioni presenti nei DLC si viene a sapere che Robert e Rosalind Lutece sembrano avere la capacità di tornare nel mondo terreno riacquisendo un corpo, ma fra i due sembra esserci un certo disaccordo: Robert non mostra particolare interesse nella sua nuova condizione e propensa di più a ritornare umano per riavere una nuova vita, mentre Rosalind mostra contrarietà, poiché ciò porterebbe alla perdita dei propri poteri e le immense conoscenze acquisite verrebbero cancellate, tornando a rimanere segrete.
Sono doppiati in italiano, rispettivamente, da Paolo Sesana e Alessandra Felletti.
Daisy FitzroyLeader del Vox Populi, gruppo anarco-comunista sorto a Columbia. Donna carismatica e forte, la "voce del popolo" (da qui il nome del movimento rivoluzionario) non si preoccupa di esprimere la propria opinione, anche se questa venisse fuori dalla canna di un'arma o dalla lama di un coltello. Conosceva molto bene il Booker DeWitt di Columbia, il quale si sacrificò per la causa e la libertà divenendo un eroe che scatenò la guerra a Columbia. Rimane scioccata di rivedere Booker in mezzo a loro, dopo che lo aveva visto morire di persona, poiché non è a conoscenza che egli proviene da un'altra dimensione. Verrà uccisa da Elizabeth per impedirle di far del male a un bambino. Nei DLC si scopre che era a conoscenza di chi fossero il Booker davanti a lei ed Elizabeth, poiché fu contattata dai gemelli Robert e Rosalind Lutece, che le spiegarono la situazione. Consapevole che, in un modo o nell'altro, sarebbe morta per la rivoluzione, decide di recitare la parte e farsi uccidere da Elizabeth per rafforzare il suo spirito, permettendole così di fermare Comstock.
È doppiata in italiana da Marina Thovez.
Jeremiah FinkUomo d'affari ricco e influente a Columbia, nonché membro dei Fondatori e presidente delle Industrie Fink, dove vengono prodotti Vigor, torrette automatiche e armi, oltre ad essere il luogo della creazione degli Handyman. Apparentemente fedele al suo partito, vede nello scontro tra Comstock e Fitzroy una notevole opportunità di guadagno. Andando avanti nella storia e giocando il primo episodio del DLC Burial at Sea si scopre che Fink realizzò la sua fortuna grazie a degli squarci, che si rispecchiavano nella città sottomarina di Rapture nel laboratorio dello scienziato Yi Suchong. Vedendo i progetti dei Plasmidi, Fink rubò l'idea ed elaborò un modo alternativo per assumere tale miscela senza il bisogno di qualche dolorosa iniezione, ovvero l'assunzione per via orale.
La voce italiana è di Marco Balbi.
Cornelius SlateVeterano di Wounded Knee e della Rivolta dei Boxer. Odia profondamente Comstock perché ha minimizzato le imprese sue e dei suoi uomini, ricoprendo sé stesso di gloria e scrivendo falsamente nei libri di Columbia come abbia partecipato lui stesso ai maggiori scontri della città con le "razze inferiori", ingannando così i cittadini di Columbia a venerarlo incondizionatamente, cosa che porta Slate a definire i soldati di Comstock  "uomini di latta". Per questo si allea con i Vox Populi, sebbene non si fidi completamente dei ribelli. È un vecchio compagno di guerra di Booker, che considera un uomo che abbia scelto di combattere per quello che crede giusto, e non di eseguire gli ordini impartitegli da qualcun altro. Nella Sala degli Eroi lo farà combattere contro i suoi soldati in modo che possa dare a lui e ai suoi uomini una morte onorevole per mano di un vero uomo, piuttosto che dagli "uomini di latta" di Comstock. Slate è stato definito il Bill Mcdonagh di Columbia. Come Bill credeva in Rapture anche lui credeva in Columbia e in ciò che rappresentava, ma poi, vedendo l'esagerazione dei loro megalomani, si sono ribellati a loro.
La voce italiana è di Riccardo Rovatti.
Predicatore WittingDopo la battaglia di Wounded Knee, subito prima di entrare a Columbia, Booker si imbatte in Witting, che si offre di battezzarlo e lavarlo dai suoi peccati. Egli è, simbolicamente, una sorta di diavolo tentatore nella storia, poiché è proprio l'artefice di tutti gli avvenimenti che succedono a Columbia. In una realtà, Booker si è staccato dalla stretta di Witting e ha respinto il battesimo. Dopodiché, rivive questo momento con Elizabeth, affermando che "una inzuppata nel fiume non cambierà le cose che ho fatto". Ma in un'altra realtà, Booker accettò il battesimo e rinacque come un uomo diverso: Zachary Hale Comstock. È stato questo il battesimo che alla fine ha portato Booker e Comstock a confrontarsi tra di loro nel 1912. Nel mondo in cui Booker divenne Comstock, Witting alla fine è diventato l'uomo che deve battezzare coloro che vengono a Columbia prima di entrare nella città. Così battezza Booker due volte: una volta alla conversione di quest'ultimo in Comstock, e l'altra quando Booker entra a Columbia.
Tuttavia, la realtà è di Comstock, di conseguenza, la versione di realtà di Witting cesserebbe di esistere quando Booker verrà annegato da Elizabeth, e successivamente fatto rinascere. Questo cancellerà ogni realtà dove esiste Comstock, di conseguenza anche il predicatore vivrà un'altra vita.
È doppiato in italiano da Domenico Brioschi.

### Personaggi non presenti nella versione finale
Henry SaltonstallÈ un anziano politico di Columbia, membro della fazione politica dei Fondatori. Alcuni manifesti che si trovano nei dintorni di Columbia lo descrivono come candidato alla carica di consigliere del Reparto 6 della città. È sempre scortato dal suo braccio destro nonché protettore Charles, l'uomo che attacca Booker nel primo gameplay usando il vigor "Corvi Assassini". Nella versione definitiva del gioco sia lui che Charles sono stati rimossi. Tuttavia, si può dedurre che Saltonstall sia presente nella storyline ufficiale del gioco, perché questo viene nominato in un dialogo fra due cittadini e, quando Booker ed Elizabeth entrano a Port Prosperity, si può vedere il suo "scalpo" appeso insieme a quelli di altri Fondatori. Tuttavia, lo scalpo in questione è castano, mentre nel trailer era quasi calvo con un cerchio di capelli bianchi attorno alla testa, probabilmente per un errore degli sviluppatori.

### Personaggi di Rapture
BioShock Infinite vanta anche due storie che riportano i giocatori nella straordinaria città sottomarina di Rapture con i suoi personaggi:
Booker DewittIl protagonista della trama principale ritorna nei panni di un investigatore privato di Rapture. È la vigilia del Capodanno 1958, dopo aver perso ogni traccia della sua cara figlia adottiva Sally, Booker affonda i suoi dispiaceri nell'alcool, finché non bussa alla sua porta una strana giovane donna.
ElizabethLa protagonista della trama principale si ritrova catapultata a Rapture, dopo gli eventi seguiti fino a Columbia, con un nuovo vestito da femme fatale. Elizabeth incaricherà Booker di ritrovare Sally. Lungo il percorso dimostrerà un atteggiamento alquanto freddo e riservato nei confronti di Booker, rispetto al passato.
Sander CohenIl folle drammaturgo del primo gioco torna in un piccolo cameo, in una Rapture ancora costruita e in pieno splendore. Incontrerà i due protagonisti, venuti da lui nell'intento di chiedergli qualche informazione. Quest'ultimo accetterà con gioia, a condizione che Booker ed Elizabeth ballino per lui. All'inizio rimarrà estasiato vedendo i loro movimenti, ma poi nella sua paranoia Cohen ordinerà al suo discepolo Fitzpatrick di fulminare entrambi senza pietà, quasi uccidendoli.
È doppiato in italiano da Pino Pirovano.
SallyUna piccola orfanella caduta in disgrazia al seguito della chiusura degli orfanotrofi Fontaine. Un giorno, bussò alla porta di Booker affamata e indebolita. Per bontà di cuore, Dewitt le offrì cibo e un tetto dove stare. Insieme furono felici, finché quest'ultimo non la portò con lui in un casinò a Fort Frolic. Distratto dal gioco e preso dalle vincite, Booker trascurò la figlioletta. Quando uscì soddisfatto, si accorse che Sally era scomparsa. Si rivela essere una delle sorelline salvate da Jack nel primo capitolo della serie e che abbandonerà Rapture insieme a lui per avere una nuova vita con le altre sorelle.
È doppiata in italiano da Serena Clerici.
AtlasL'antagonista del primo capitolo è stato rinchiuso nel centro commerciale, insieme ai suoi uomini più fidati. Dapprima indifferente e scettico alla proposta di Elizabeth di riportarli a Rapture in cambio di Sally, sarà pronto a darle fiducia e usarla a dovere per i suoi scopi.
È doppiato in italiano da Oliviero Corbetta.
Andrew RyanIl magnate fondatore della città apparirà davanti a Elizabeth, cercando di convincerla a passare dalla sua parte, affermando che di Atlas non ci si possa fidare. Sebbene ella rifiuti tale accordo, Ryan riconoscerà e rispetterà il coraggio della giovane donna.
È doppiato in italiano da Diego Sabre.
Yi SuchongIl folle e immaturo scienziato coreano è stato ingaggiato e assunto da Andrew Ryan. Collaborerà con Elizabeth per i suoi interessi. Lo si incontrerà di persona, nel momento prima di venire trapanato e successivamente inchiodato alla sua scrivania da un Big Daddy dopo aver picchiato una bambina. Si rivela essere stato lui il principale responsabile che ha manipolato la coscienza di Jack Rayan: primo protagonista della serie, obbligandolo ad eseguire gli ordini senza potersi opporre con la parola: "per cortesia". Suchong costrinse Jack quando era bambino ad uccidere la sua cagnolina.
È doppiato in italiano da Marco Pagani.
Booker DewittSebbene il reale protagonista della storia si sia sacrificato per cancellare definitivamente la sua versione visionaria dall'esistenza, riapparirà nel secondo episodio di Funerale in Mare, rappresentando in un'allucinazione la coscienza di Elizabeth. Booker guiderà la ragazza fino alla fine, per aiutarla a farsi strada per tutta Rapture per la sopravvivenza.

## Nemici
I nemici che si affrontano nel gioco sono:
- Soldati: sono le truppe militari presenti a Columbia al servizio dei Fondatori. Sono armati con varie tipologie di armi, da comuni pistole o mitragliatrici ai lanciamissili. In particolare, spiccano i granatieri per la loro alta resistenza, i cecchini per la capacità di infliggere danni considerevoli e i soldati della Squadra volante per la loro abilità di muoversi con le Sky-Line. Tuttavia, esistono altre tipologie di soldati speciali, che fanno del loro punto di forza l'uso dei Vigor: l'Incendiario e il Corvo.
- Incendiario: il primo soldato speciale ad essere affrontato dal giocatore. È un soldato rivestito da una pesante corazza simile a quella di un saldatore, capace di scagliare granate incendiarie e surriscaldarsi per effettuare micidiali attacchi ravvicinati grazie al Vigor "Bacio del Diavolo"; una volta al limite della salute, cerca di avvicinarsi al giocatore per farsi esplodere.
- Corvo: l'altro soldato speciale appartenente all'omonima confraternita, ricorda per certi versi i ricombinanti Houdini dei precedenti capitoli per le tattiche "mordi e fuggi". È in grado di scomporre il suo corpo in un piccolo stormo di corvi e ricomporsi a piacimento grazie al Vigor "Corvi Assassini"; tuttavia, è facile anticipare i suoi spostamenti seguendo i corvi in cui si divide, per poi ricomparire e attaccare corpo a corpo con la sua spada.
- Ribelli Vox: sono i ribelli armati appartenenti ai Vox Populi. Sono pericolosi e imprevedibili; tuttavia, sono armati con armi di seconda scelta, spesso mitragliatrici sporche e malfunzionanti. Riescono tutti a usare le Sky-Line, a differenza dei Soldati.
- Handyman: è il primo nemico che viene mostrato nel trailer di lancio. Sostituisce i vecchi "Big Daddy", ma rispetto ai predecessori è più mastodontico e potente. Non ha nessun tipo di arma a lunga distanza, e la sua unica ma potente arma è costituita dalle sue enormi mani meccaniche di ceramica. In passato, gli Handymen erano persone normali che, colpite da gravi malattie, decisero di sottoporsi ad un controverso procedimento per salvarsi, divenendo metà umani e metà macchine. Praticamente, tutte le parti non vitali del corpo, a parte quelle presenti sul capo, vengono rimosse e gli organi principali ancora collegati fra loro, anche grazie a degli inserti idraulici e meccanici, sono contenuti in vari contenitori sparsi per tutto il corpo, i quali sono riempiti con uno speciale liquido nutritivo. L'unico organo vitale in superficie è il cuore, che è anche il punto debole stesso dell'Handyman. In seguito, attorno alla struttura di vetro antiproiettile, viene assemblato un esoscheletro metallico dalla struttura simile a quella del corpo di un gorilla. Infine, vengono aggiunte le enormi mani di ceramica. Due grossi fasci di cavi partono da dietro la schiena e si collegano alle spalle, portando l'energia ai pesanti arti superiori. La testa, unica parte ancora completamente umana (sebbene segnata da profonde cicatrici, dovute agli innesti nel sistema nervoso) è isolata dall'interno del sarcofago attraverso uno stretto sfintere di cuoio. Nei confronti di Elizabeth si comportano come mariti gelosi e quindi cercheranno di uccidere Booker a ogni occasione. Qualora si cerchi di fuggire sfruttando le Sky-Line, l'Handyman si attaccherà ad esse, sovraccaricandole di elettricità, danneggiando il giocatore e facendolo precipitare, se questo non scende in anticipo dalla Sky-Line. Il miglior modo di affrontare questo nemico è mirare all'oblò presente al centro del torace corazzato, attraverso il quale è visibile, come già detto, il cuore. All'inizio del gioco, alla fiera, è possibile osservare un palco sul quale un banditore, in compagnia di uno di questi esseri, invita i cittadini a farsi convertire in Handyman. Difatti, tra la folla si possono udire dei commenti che ne elogiano la forza e la virtuale immortalità.
- Songbird: protettore di Elizabeth, è un misterioso essere antropomorfo dalla testa e gambe artigliate somiglianti a quelle di un volatile. È rivestito da una spessa tuta anatomica di cuoio tenuta stretta da resistenti lacci. Dalla maschera affusolata parte un tubo che, passando fra le gambe, arriva fino a dietro la schiena dell'essere, sulla quale è collocata una pesante e imponente struttura alare meccanica. Su di essa sono visibili gli stessi cavi di alimentazione che possiedono anche gli Handymen: indizio che lascia pensare che sotto la tuta si potrebbe nascondere un organismo bio-meccanico simile al loro, anche se la forma del suo corpo porta a dedurre che sia composto prevalentemente da carne. È una creatura temuta e rispettata, e talvolta anche pregata e lodata in tutta la città, sia dai Fondatori che dai Vox Populi. Sembra anche avere delle facoltà mentali che permettano (in un certo modo) di comunicare con le persone, anche se risulta evidente che presti ascolto solo ed esclusivamente ad Elizabeth. Cercherà in ogni occasione di recuperare la giovane donna, credendo che essa sia stata rapita da Booker. Songbird non è altro che il migliore e unico amico di Elizabeth, e al tempo stesso suo carceriere. Ciononostante, la ragazza non vuole che vi sia fatto alcun male nei suoi confronti, poiché è rimasta molto affezionata a lui. Alcuni progetti raffiguranti Songbird sono presenti alle Industrie Fink, luogo in cui è stato creato. Quando il suo umore cambia, cambia anche il colore dei suoi occhi, (proprio come per i Big Daddy):
  - occhi verdi: vuol dire che è innocuo e tranquillo, (ma in genere assume questo colore solo nei riguardi di Elizabeth).
  - occhi gialli: indica la sua consapevolezza, ma anche la sua indifferenza nei confronti dell'ambiente e della vita circostante.
  - occhi rossi: manifesta un atteggiamento aggressivo e sanguinario verso chi faccia del male a Elizabeth o tenti di rapirla.
- Guardiano del Silenzio: uno dei "pezzi grossi" di Columbia che appare solo nella Casa di Comstock. Sono dei ragazzi ciechi dal volto deforme, ma con l'abilità di percepire ogni movimento. La testa è rinchiusa dentro una spaventosa e pesante maschera di ottone, assicurata alle spalle tramite lacci e bulloni. I suoi timpani sono collegati a delle lunghe trombe che emettono suoni melodiosi e allo stesso tempo ipnotizzanti. In BioShock Infinite, "sostituisce" le telecamere di sicurezza degli primi due capitoli. Il giocatore potrà scegliere se affrontarlo oppure aggirarlo furtivamente; tuttavia, se allertato scatenerà contro il giocatore numerosi nemici (i cosiddetti "lobotomizzati") richiamandoli con un urlo emesso dalla bocca meccanica, che viene aperta per l'occasione. Sia che venga attaccato o ignorato, questo nemico non può essere in alcun modo ucciso, in quanto scomparirà in uno squarcio una volta individuato il giocatore. Durante lo sviluppo del gioco, questo nemico sarebbe dovuto comparire in altri livelli ed essere più ostico da affrontare, in quanto, oltre a individuare Booker e allarmare i nemici della sua presenza, avrebbe anche attaccato il giocatore assorbendo i suoni ambientali e "compattandoli" in un'onda d'urto offensiva; tuttavia, tale attacco e la presenza di questo nemico in altri livelli del gioco sono stati rimossi dalla versione finale del gioco.
- Pazzi lobotomizzati: questi spaventosi avversari si trovano in un complesso simile ad un manicomio fatto costruire apposta per loro, che è anche una delle zone più inquietanti del gioco. Sono tutti crono-traslati, come si deduce dai loro contorni poco definiti. I lobotomizzati sono totalmente obbedienti nei riguardi dei Guardiani del Silenzio e sono privi di qualsiasi traccia di personalità. Finché non vengono aizzati contro il giocatore, li si può osservare comportarsi come dei comuni malati mentali, alcuni di loro picchiano la testa contro il muro, altri riposano o cantano. La cosa più inquietante di questi nemici è il loro aspetto: sono vestiti da un abito integrale bianco e il loro volto è coperto da un'inespressiva maschera di ceramica. Sono incredibilmente resistenti e, sebbene siano armati solo di un manganello, provocano ingenti danni, caricando a testa bassa senza curarsi della propria autoconservazione. Se il loro padrone non nota il giocatore possono essere lasciati vivere.
- Patriota motorizzato: altro "pezzo grosso" che si ritroverà ad affrontare Booker. Sono degli automi con l'aspetto dei presidenti Washington, Franklin, Jefferson o dello stesso Comstock per le forze dei Fondatori, o Abraham Lincoln per le forze Vox, che vagano senza meta per le strade di Columbia. Questi robot una volta erano semplicemente le guide turistiche della città, ma dopo la caduta di Columbia sono stati trasformati in macchine assassine armate di mitragliatrice Gatling. Sono alti più di 3 metri, e nonostante siano delle macchine, sono in grado di muoversi con particolare rapidità e fluidità, come se fossero dotate dei riflessi di un essere umano (non sono forniti indizi che lascino comprendere se contengono anche organi umani). Sono decorati con un paio di bandiere americane disposte dietro la schiena, e tra di esse è visibile un grosso ingranaggio meccanico: il loro punto debole. Dopo essere stati colpiti più volte alla testa, la loro maschera di ceramica andrà in frantumi, rivelando un inquietante volto meccanico. Mentre combattono, intonano inni e frasi patriottiche.
- Siren: ultimo dei "pezzi grossi" rivelato da Levine, è il fantasma di Lady Comstock. Siren è un essere femminile dalle sembianze di un vero e proprio spettro, che possiede la capacità di resuscitare i nemici uccisi, finché il giocatore non l'abbatte. È molto resistente, è in grado di levitare e riportare in vita anche i nemici decapitati o ridotti in cenere. Essendo semitrasparente, può essere difficile rilevarla da una certa distanza una volta persa di vista, e se siete troppo lontani richiamerà a sé i suoi servitori, usandoli come scudo. Durante lo sviluppo del titolo, la Siren sarebbe dovuta essere un nemico affrontabile in più livelli, come gli altri "pezzi grossi", prima di divenire invece un antagonista unico nell'intero gioco.

## Musica
La colonna sonora originale per BioShock Infinite è stata composta da Garry Schyman, che aveva precedentemente composto entrambe le colonne sonore per BioShock e BioShock 2. Ken Levine ha affermato che la colonna sonora di Infinite era diversa rispetto a quella dei giochi precedenti della serie, in quanto era "più parsimoniosa" nella "strumentazione e nello stile"; inoltre, Levine sentiva che il gioco aveva "un'atmosfera molto più americana" e ha aggiunto che la squadra voleva "un tocco un po' più di frontiera'". La colonna sonora del videogioco è stata in parte ispirata dalla colonna sonora di Il petroliere (There Will Be Blood) di Jonny Greenwood,  servita come un buon punto di partenza, e a quella de L'esercito delle 12 scimmie (12 Monkeys) di Paul Buckmaster.
Fin dall'inizio durante lo sviluppo, Schyman ha optato per un approccio completamente nuovo alla colonna sonora per Infinite a causa delle sue differenze con i precedenti giochi BioShock, in quanto in quest'ultimo titolo il mondo e il periodo di tempo erano "completamente diversi e unici sotto quasi ogni aspetto" e che era "molto più arricchito in termini di personaggi" con la storia guidata dai due protagonisti.

### The BioShock Infinite Soundtrack
La colonna sonora originale del videogioco era disponibile esclusivamente come contenuto scaricabile digitalmente con le edizioni limitate Premium Edition' e Songbird Edition.
Tutte le tracce sono composte da Gary Schyman, tranne dove specificato diversamente.
1. Introduction – 0:28 (Troy Baker, Jennifer Hale, Oliver Vaque)
2. Welcome to Columbia – 1:01
3. Will the Circle Be Unbroken (versione corale) – 2:56 (Maureen Murphy)
4. Lighter Than Air – 1:46
5. Lutece – 2:45
6. The Battle for Columbia I – 1:16
7. The Girl in the Tower – 0:37
8. Elizabeth – 2:02
9. The Songbird – 1:55
10. Rory O'More/Saddle the Pony – 3:41 (Elvie Miller, Rodney Miller, David Porter)
11. The Battle for Columbia II – 2:01
12. The Readiness Is All – 1:32
13. Lions Walk with Lions – 1:06
14. Will the Circle Be Unbroken – 0:40 (Troy Baker, Courtnee Draper)
15. Unintended Consequences – 1:00
16. The Battle for Columbia III – 0:59
17. Family Reunion – 1:08
18. Solace – 3:40 (Duncan Watt)
19. The Battle for Columbia IV – 1:19
20. The Battle for Columbia V – 1:08
21. Let Go – 0:32
22. Doors – 1:19
23. The Girl for the Debt – 1:10
24. Back in the Boat – 1:07
25. AD – 1:21
26. Smothered – 1:13
27. Baptism – 1:25
28. Will the Circle Be Unbroken (versione completa) – 4:43 (Troy Baker, Courtnee Draper)

#### The Original Songs Uncovered
Parte della musica presente in BioShock Infinite è stata rilasciata non ufficialmente come album MP3 e album di servizio on demand il 1 ° febbraio 2013, intitolato "The Original Songs Uncovered (Tracks Inspired By Bioshock Infinite)", contenente 12 tracce che coprono 33:49 minuti.
- "Can the Circle Be Unbroken" - The Carter Family
- "Give Me That Old Time Religion" - Jane Russell, Connie Haines, Rhonda Fleming
- "It All Depends On You" - Ruth Etting
- "Ain't She Sweet" - Jimmie Lunceford
- "Goodnight, Irene" - Lead Belly
- "You're a Grand Old Flag" - Billy Murray
- "Makin' Whoopee" - Eddie Cantor
- "After You've Gone" - Ruth Etting
- "I'm Forever Blowing Bubbles" - The Merry Macs
- "The Clouds Will Soon Roll By" - Ambrose and his Orchestra
- "Liza (All the Clouds'll Roll Away)" - Al Jolson
- "Behind the Clouds" - Joe Loss & His Orchestra, Elizabeth Batey, Howard Jones

### Musiche del gioco con licenza
- "Old-Time Religion" - Polk Miller
- "St. James Infirmary Blues" - Duke Ellington & His Orchestra
- "Button Up Your Overcoat" - Helen Kane
- "Goodnight, Irene" - cantata da Bill Lobley
- "Just a Closer Walk with Thee" - cantata da Courtnee Draper
- "Dew-Dew-Dewey Day" - Charles Kaley & His Orchestra
- "Shine On, Harvest Moon" - Ada Jones e Billy Murray
- "Me and My Shadow" - Sam Lanin Orchestra
- "I'm Wild About That Thing" - Bessie Smith
- "Wild Prairie Rose" - cantata da Jessy Carolina, Ommie Wise
- "Ain't She Sweet" - Ben Bernie & His Orchestra, con Scrappy Lambent e Billy Hillpot
- "Shake Sugaree" - Elizabeth Cotten e Brenda Evans
- "Ain't We Got Fun" - Van and Schenck
- "The Bonnie Blue Flag" - Polk Miller
- "Requiem in re minore K.626" - Wolfgang Amadeus Mozart
  - "Sequentia Rex tremendae"
  - "Sequentia Confutatis"
  - "Sequentia Lacrimosa"
  - "Agnus Dei"
- "Aria sulla quarta corda da Suite orchestrale n. 3 in re maggiore, BWV 1068" - Johann Sebastian Bach
- "Notturno in mi maggiore, op. 9, No. 2" - Frédéric Chopin
- "Valse Sentimentale n. 1" - Franz Schubert, cantata da Duncan Watt
- "Canone in re maggiore" - Johann Pachelbel
- "Coro nuziale" - Richard Wagner
- "Solace" - Scott Joplin, eseguita da Duncan Watt (schermata di caricamento di BioShock Infinite)
- "Will the Circle Be Unbroken?" - cantata da Courtnee Draper e Troy Baker
- "Will the Circle Be Unbroken?" (Choir) - cantata da Maureen Murphy
- "Indian Love Call" - Sigmund Krumgold
- "Little Pal" - Lew White
- "Watermelon Party" - Polk Miller
- "Makin' Whoopee - Rudy Vallée
- "Black Gal" - Ed Lewis with Alan Lomax
- "It All Depends on You" - Irving Kaufman con Fred Rich Orchestra
- "You're a Grand Old Flag - Billy Murray
- "La Mer" - Django Reinhardt & Stéphane Grappelli
- "Beast" – Nico Vega (appare nella modalità dimostrativa)

### Cover nacronistiche di canzoni moderne
- "After You've Gone" - cantata da Jessy Carolina (canzone originale del 1918)
- "God Only Knows" - arrangiamento di Clay Hine, cantata dal quartetto barbershop A Mighty Wind (ora rinomato Category 4)
- "Girls Just Want to Have Fun" (strumentale) - arrangiamento di Jim Bonney
- "Tainted Love" (versione blues) -  arrangiamento di Scott Bradlee, voce di Miche Braden
- "Fortunate Son" (versione a cappella) - cantata da Jessy Carolina
- "Shiny Happy People" (versione 1912) - arrangiamento di Scott Bradlee, voce di Tony Babino
- "Everybody Wants to Rule the World" (cover valzer) - arrangiamento di Scott Bradlee

Traccia del trailer
- "Fury Oh Fury" - Nico Vega

### Colonna sonora diBurial at Sea
La colonna sonora di Burial at Sea' consta tanto di musica di repertorio quanto di brani originali composti da Garry Schyman.
Episodio 1
- "Wonderful! Wonderful!" - Johnny Mathis
- "The Lady Is a Tramp" - Mel Tormé
- "She's Got You" - Patsy Cline
- "La Mer" - Django Reinhardt & Stéphane Grappelli
- "Valzer dei fiori" (versione con la fisarmonica) - Pëtr Il'ič Čajkovskij
- "Cohen's Masterpiece" (versione con la fisarmonica) - Garry Schyman
- "Tonight for Sure!" - Ruth Wallis
- "It Had to Be You" - Django Reinhardt & Stéphane Grappelli
- "Midnight, the Stars and You" - Ray Noble & His Orchestra with Al Bowlly
- "Notturno, op. 9" - Frédéric Chopin
- "Little Pal" - Lew White
- "Danze polovesiane" - Aleksandr Porfir'evič Borodin
- "Good King Wenceslas" - performed by Duncan Watt
- "Coro nuziale" - Richard Wagner
- "Marcia nuziale" - Felix Mendelssohn

Episodio 2
- "La Vie en rose" - Édith Piaf
- "You Belong to Me" - Courtnee Draper
- "Row, Row, Row Your Boat" - Jennifer Hale, Oliver Vaquer
- "Notturno, op. 9" - Frédéric Chopin
- "Easy to Love" - Sammy Davis Jr.
- "Don't Sit Under the Apple Tree (With Anyone Else but Me)" - Glenn Miller Orchestra
- "Canone in re maggiore" - Johann Pachelbel
- "Rise, Rapture, Rise" - Ken Levine
- "The Great Pretender" - The Platters
- "Back In Baby's Arms" - Patsy Cline
- "La Mer" - Django Reinhardt & Stéphane Grappelli

## Doppiaggio
Di seguito sono riportati i doppiatori che hanno prestato la voce ai principali personaggi del videogioco:
| Personaggio           | Doppiatore originale | Doppiatore italiano |
| --------------------- | -------------------- | ------------------- |
| Booker DeWitt         | Troy Baker           | Paolo De Santis     |
| Elizabeth             | Courtnee Draper      | Loretta Di Pisa     |
| Zachary Hale Comstock | Kiff VandenHeuvel    | Cesare Rasini       |
| Lady Comstock         | Laura Bailey         | Dania Cericola      |
| Robert Lutece         | Oliver Vaquer        | Paolo Sesana        |
| Rosalind Lutece       | Jennifer Hale        | Alessandra Felletti |
| Predicatore Witting   | Richard Herd         | Domenico Brioschi   |
| Daisy Fitzroy         | Kimberly Brooks      | Marina Thovez       |
| Jeremiah Fink         | Bill Lobley          | Marco Balbi         |
| Cornelius Slate       | Keith Szarabajka     | Riccardo Rovatti    |
| Esther Mailer         | Laura Bailey         | Rosa Leo Servidio   |
| May Lin               | Patti Yasutake       | Silvana Fantini     |
| Chen Lin              | Vic Chao             | Claudio Colombo     |
| Sarah Lin             |                      | Sara Drago          |
| Ed Gaines             |                      | Fabrizio Valezano   |
| Byron Cotswold        |                      | Pino Pirovano       |
| Ronald Frank          |                      | Gianni Gaude        |

## Accoglienza
| Testata                           | Versione | Giudizio |
| --------------------------------- | -------- | -------- |
| GameRankings (media al 26-3-2013) | PS3      | 96%      |
| GameRankings (media al 26-3-2013) | PC       | 93%      |
| GameRankings (media al 26-3-2013) | X360     | 92%      |
| Metacritic (media al 26-3-2013)   | PS3      | 94/100   |
| Metacritic (media al 26-3-2013)   | PC       | 94/100   |
| Metacritic (media al 26-3-2013)   | X360     | 93/100   |
| Edge                              | -        | 9/10     |
| EGM                               | -        | 10/10    |
| Eurogamer                         | -        | 10/10    |
| Game Informer                     | -        | 10/10    |
| GamesRadar+                       | -        | 5/5      |
| GameSpot                          | -        | 9/10     |
| IGN                               | -        | 9,5/10   |
| Joystiq                           | -        | 5/5      |
| Multiplayer.it                    | -        | 9,1/10   |
| PSOM (UK)                         | -        | 10/10    |
| OXM                               | -        | 9,5/10   |
| PCG (UK)                          | -        | 91%      |
| VideoGamer.com                    | -        | 8/10     |

BioShock Infinite ha ricevuto critiche molto positive al momento del suo rilascio, con le recensione che ne lodavano soprattutto la storia, l'ambientazione e la grafica. Le recensioni aggregate del sito GameRankings assegnarono a BioShock Infinite un punteggio medio del 96% basato su 17 recensioni per la versione per PlayStation 3, 93% basta su 39 recensioni per la versione per PC e 92% basata su 27 recensioni per la versione per Xbox 360. Metacritic giudicò il videogioco con un punteggio di 94/100 in base a 27 critiche per la versione PlayStation 3, 94/100 da 68 recensioni per la versione PC e 93/100 da 33 critiche per la versione per Xbox 360, con tutte e tre le versioni per diverse piattaforme del gioco considerate come un "successo universale." Secondo Metacritic, BioShock Infinite è stato il terzo videogioco con voti più alti del 2013 per tutte le piattaforme, dietro solamente a Grand Theft Auto V e The Last of Us.
I critici concordarono sul fatto che BioShock Infinite sia stato uno dei migliori titoli della settima generazione dei videogiochi, con Ryan McCaffery del sito web IGN che ha elogiato il gioco come "uno sparatutto brillante che spinge in avanti l'intero genere con innovazioni sia nella narrazione che nel gameplay." Joe Juba di Game Informer affermò che Infinite era tra i migliori videogiochi cui avesse mai giocato, mentre Adam Dolge di PlayStation Universe lo definì "uno dei migliori sparatutto in prima persona mai realizzati." Identificandolo come un "capolavoro di cui si sarebbe parlato per gli anni a venire," Joel Gregory di PlayStation Official Magazine concluse che Infinite era stato l'ultimo gioco ad unirsi alla schiera consacrata di Half-Life, Deus Ex e BioShock come "l'apoteosi dello sparatutto basato sulla narrazione."
Molti critici compararono favorevolmente BioShock Infinite con l'originale BioShock, primo capitolo della fortunata serie, con alcuni che addirittura ritenevano che Infinite lo avesse sorpassato.
La testata giornalistica italiana online Multiplayer.it ha evidenziato la trama ben strutturata e dal finale coinvolgente (pur non sorprendente come il primo BioShock) del videogioco, nonché l'eccezionale lavoro svolto sulla colonna sonora e i modelli dei nemici e dei personaggi secondari, pur notando le animazioni talvolta un po' legnose degli stessi e il fatto che i livelli di gioco siano a volte fin troppo lineari: